# Willa Ludwiga Schneidera
Willa Ludwiga Schneidera – willa miejska położona w Katowicach, przy ul. T. Kościuszki 31.

## Historia
Willa wybudowana w 1892 r. według projektu Ludwiga Schneidera, jako dom własny architekta z biurem na parterze. W 1924 r. była własnością huty „Marta” w Katowicach. W 1950 obiekt zakupiła rodzina Skarżyńskich, mieściła się tu siedziba Zarządu Związku Kupców Polskich Województwa Śląsko-Dąbrowskiego. W latach 50. XX w. budynek był w gestii prokuratury wojskowej. W 1967 r. dom zwrócono Zarządowi Związku Kupców Polskich Województwa Śląsko-Dąbrowskiego. Od około 1962 r. obiekt był w użytkowaniu Zrzeszenia Prywatnego Handlu i Usług w Katowicach. Obecnie mieszczą się tu lokale mieszkalne i użytkowe.

## Architektura
Willa utrzymana w stylu neorenesansu północnego. Budynek murowany, podpiwniczony, piętrowy z użytkowym poddaszem. Nakryty czterospadowym dachem o konstrukcji płatwiowo-krokwiowej, kryty dachówką karpiówką. Elewacje licowane cegłą, cokół i kamieniarka okienna i drzwiowa z piaskowca. Na parterze zaprojektowano wielopokojowe mieszkanie połączone z biurem, natomiast na pierwszym piętrze wielopokojowe mieszkanie z odrębną kuchnią i łazienką. W 1932 r. nieznacznie przebudowano mieszkanie na parterze. W 1956 r. adaptowano poddasze na pomieszczenie mieszkalne. W latach 50 XX w. ze względu na użytkowanie willi przez prokuraturę wojskową wnętrza zaadaptowano do nowych funkcji, m.in. przystosowano piwnicę na areszt.
Pierwotnie willa posiadała przedogródek od ul. Kościuszki oraz ogród ozdobny od południa. Za budynkiem znajdowały się pomieszczenia gospodarcze, obecnie wyburzone lub przebudowane na kamienice.

## Galeria

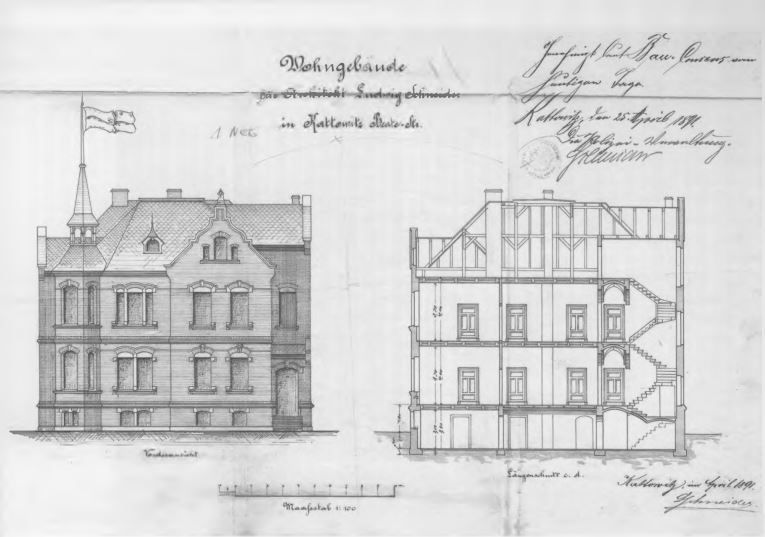
projekt willi (1891)
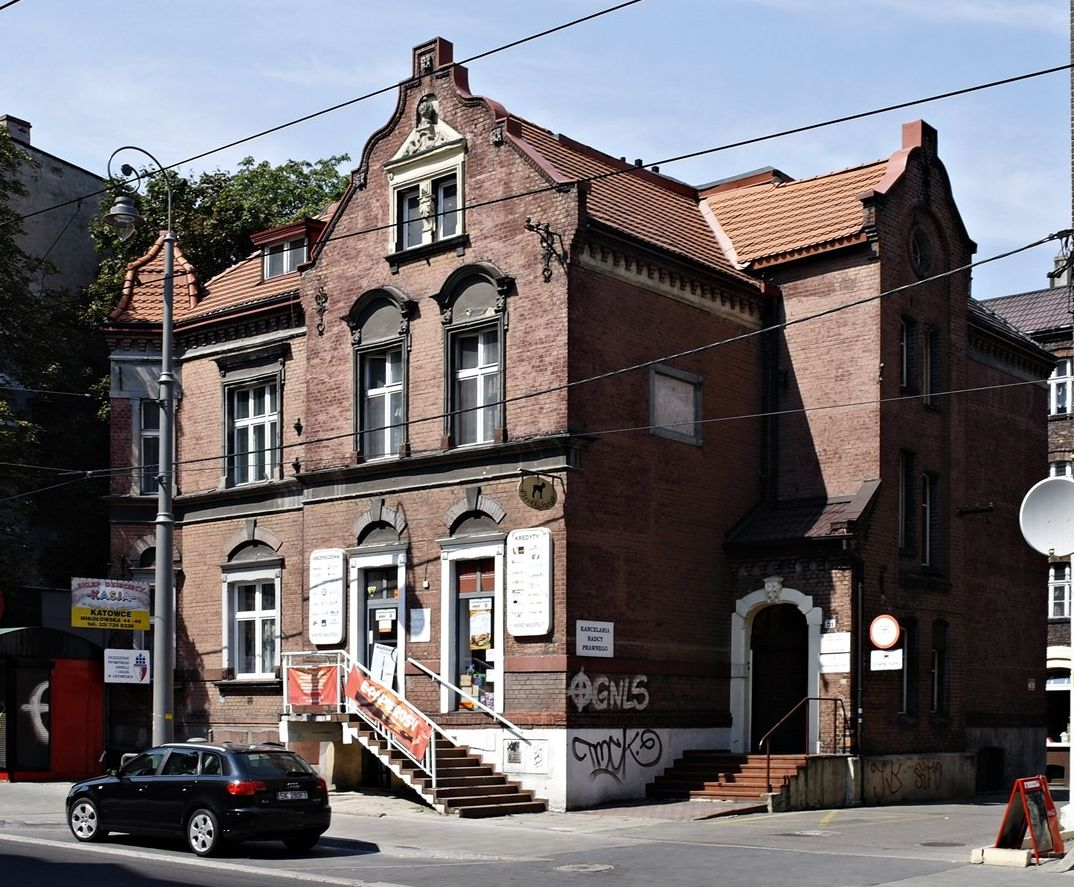
Widok z północnego wschodu (2017)
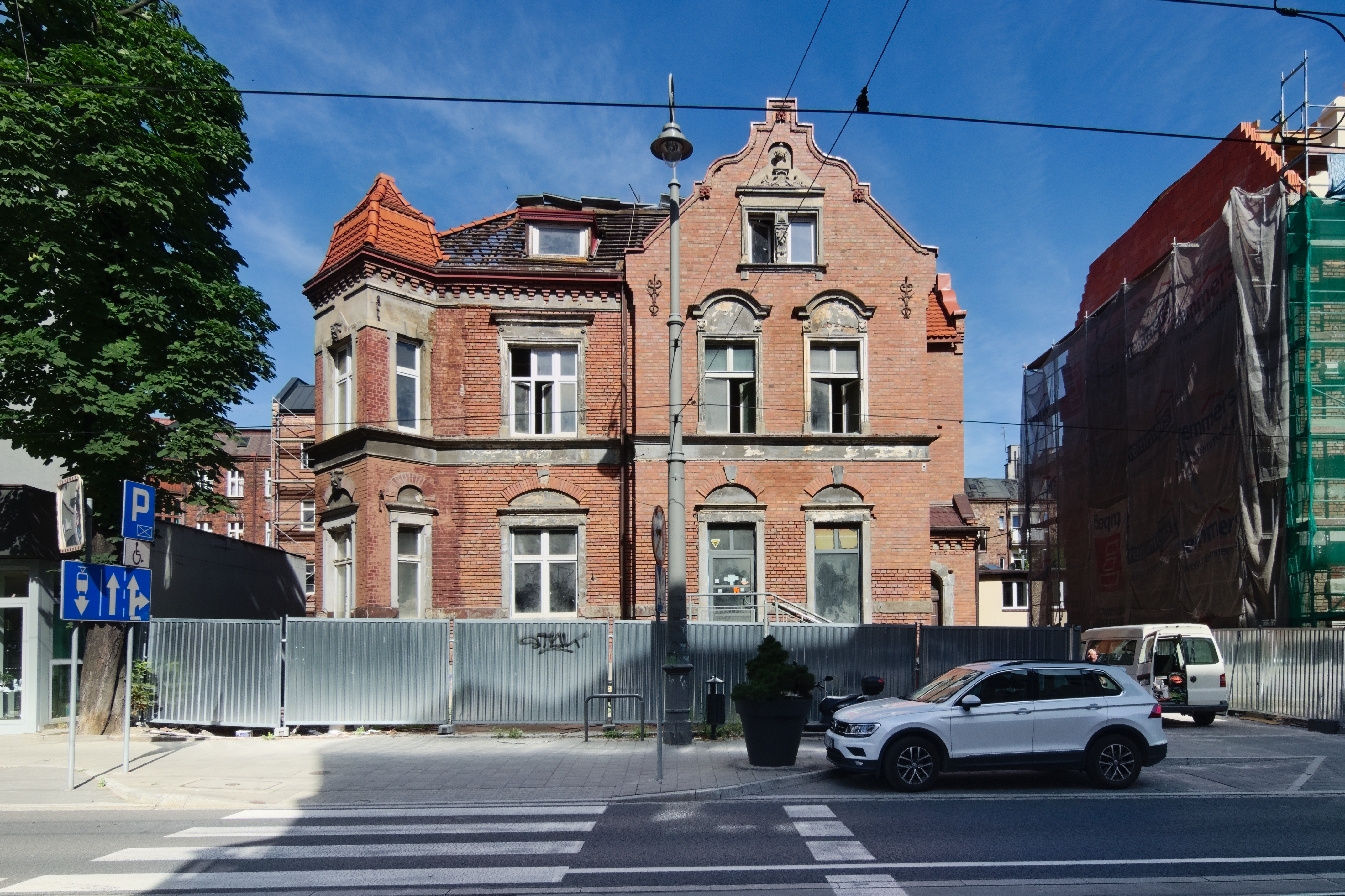
Widok od frontu (2022)
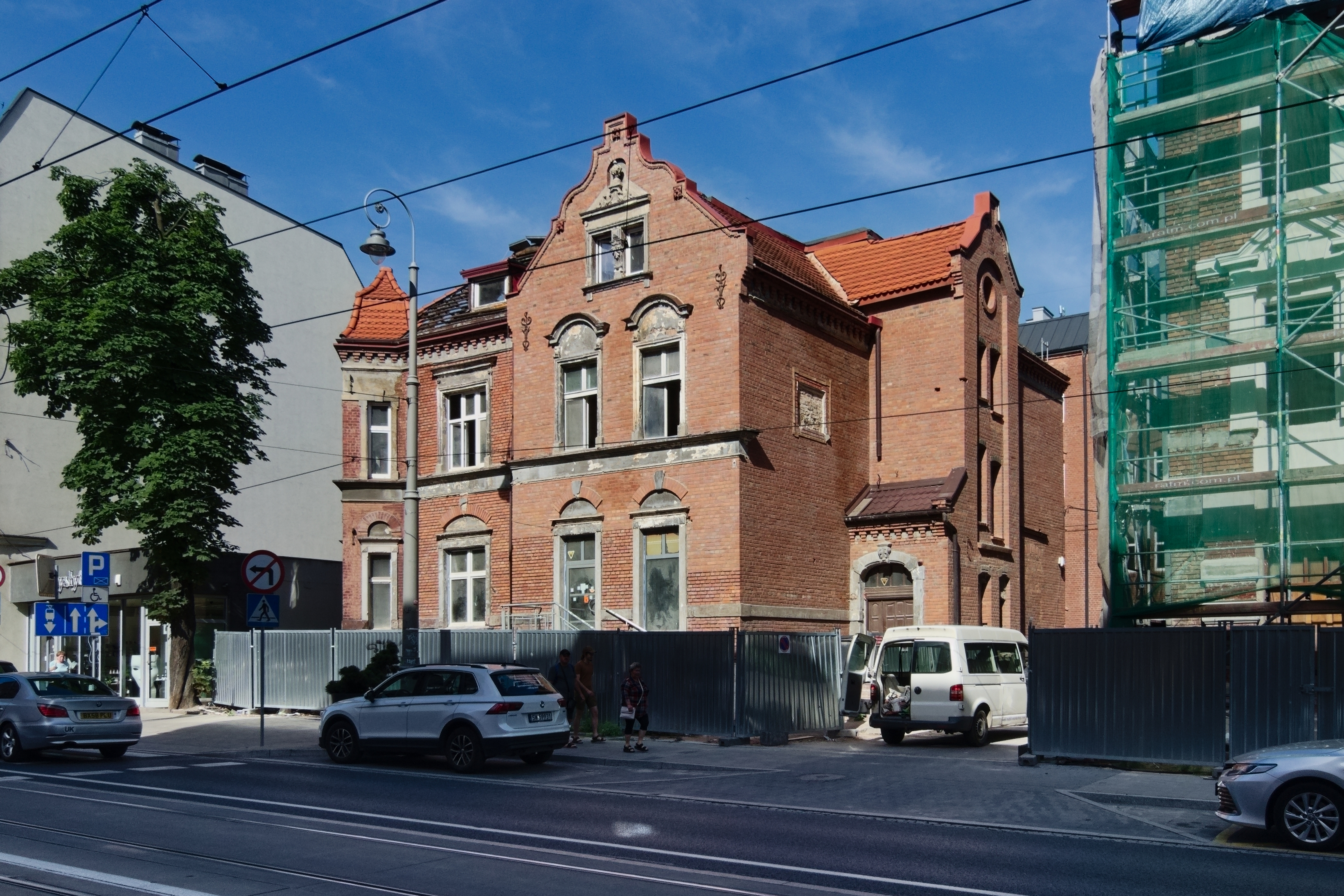
Widok z północnego wschodu (2022)
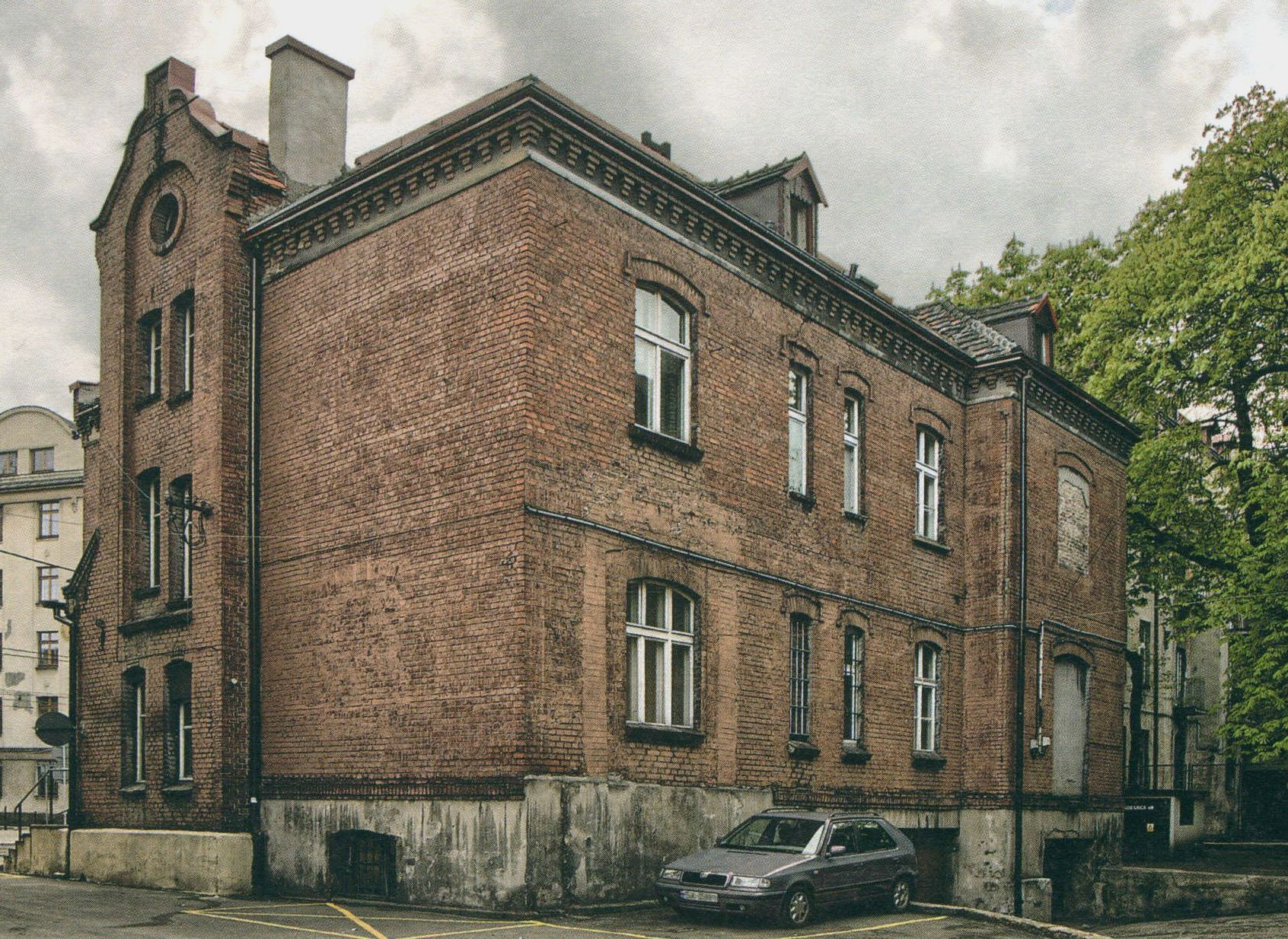
Elewacja tylna (północno-zachodnia, 2017)
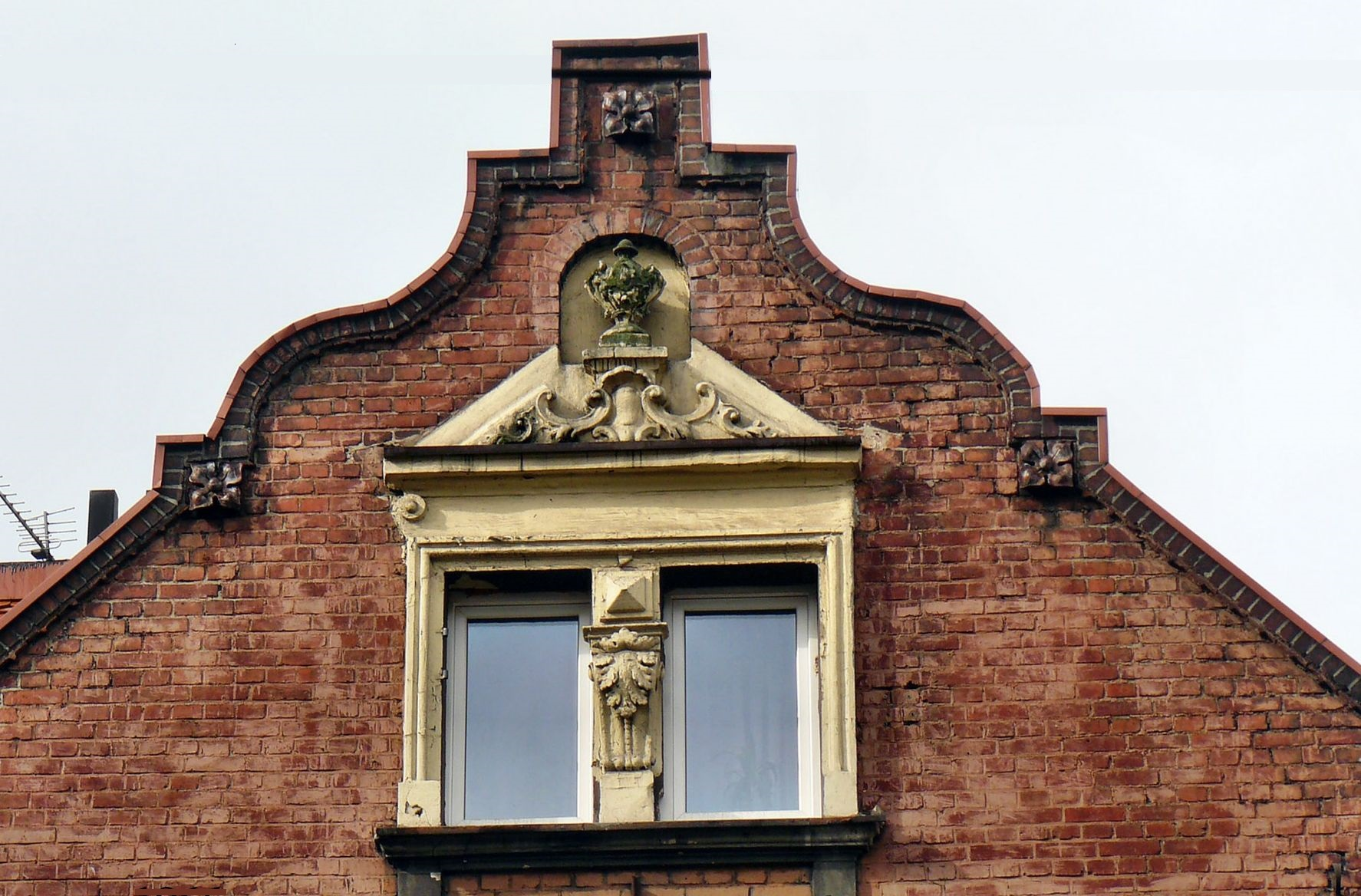
Szczyt schodkowy o w stylu renesansu północnego z dekoracją w formie wieńca i wazą we wnęce
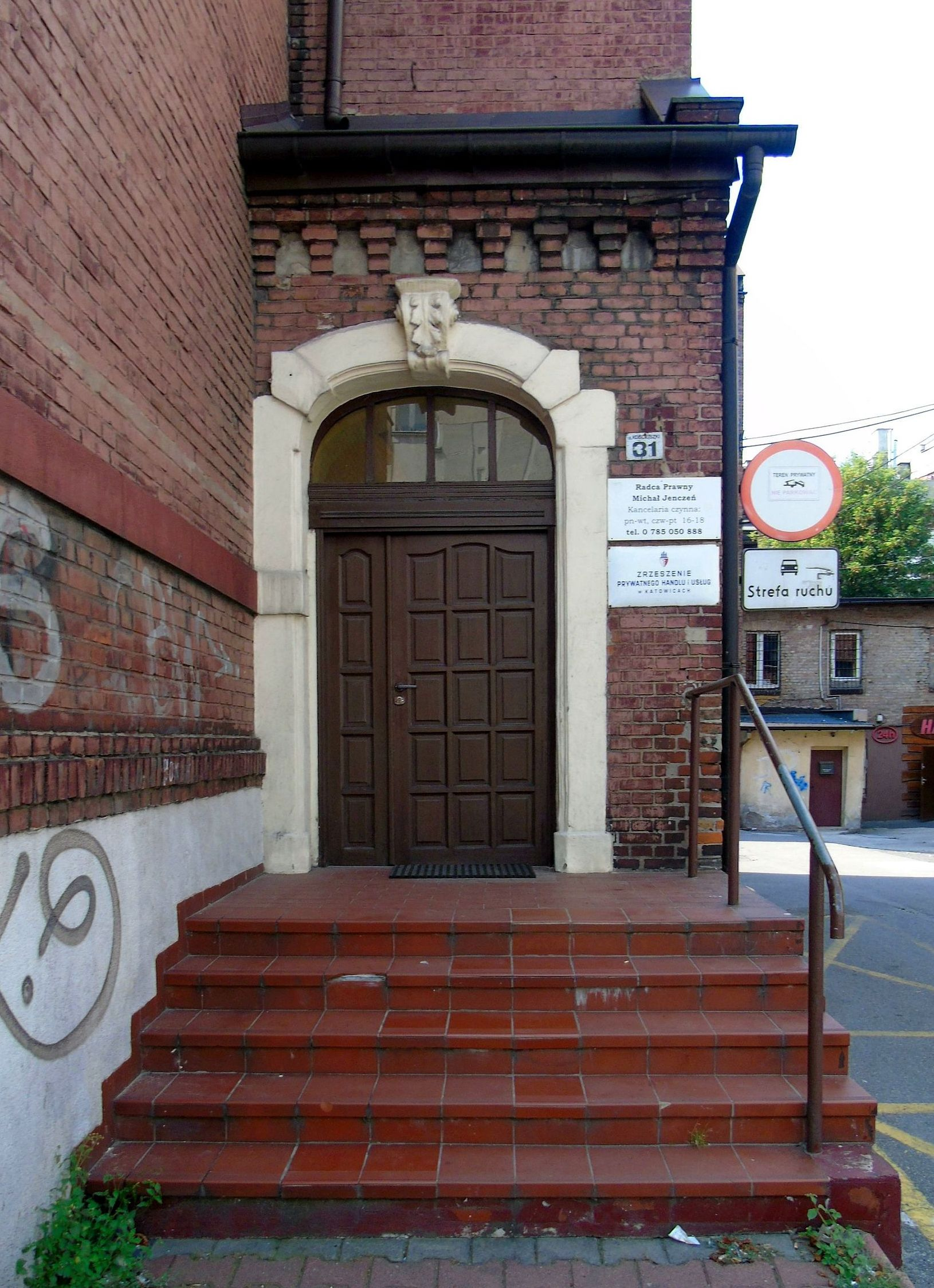
Wejście do willi
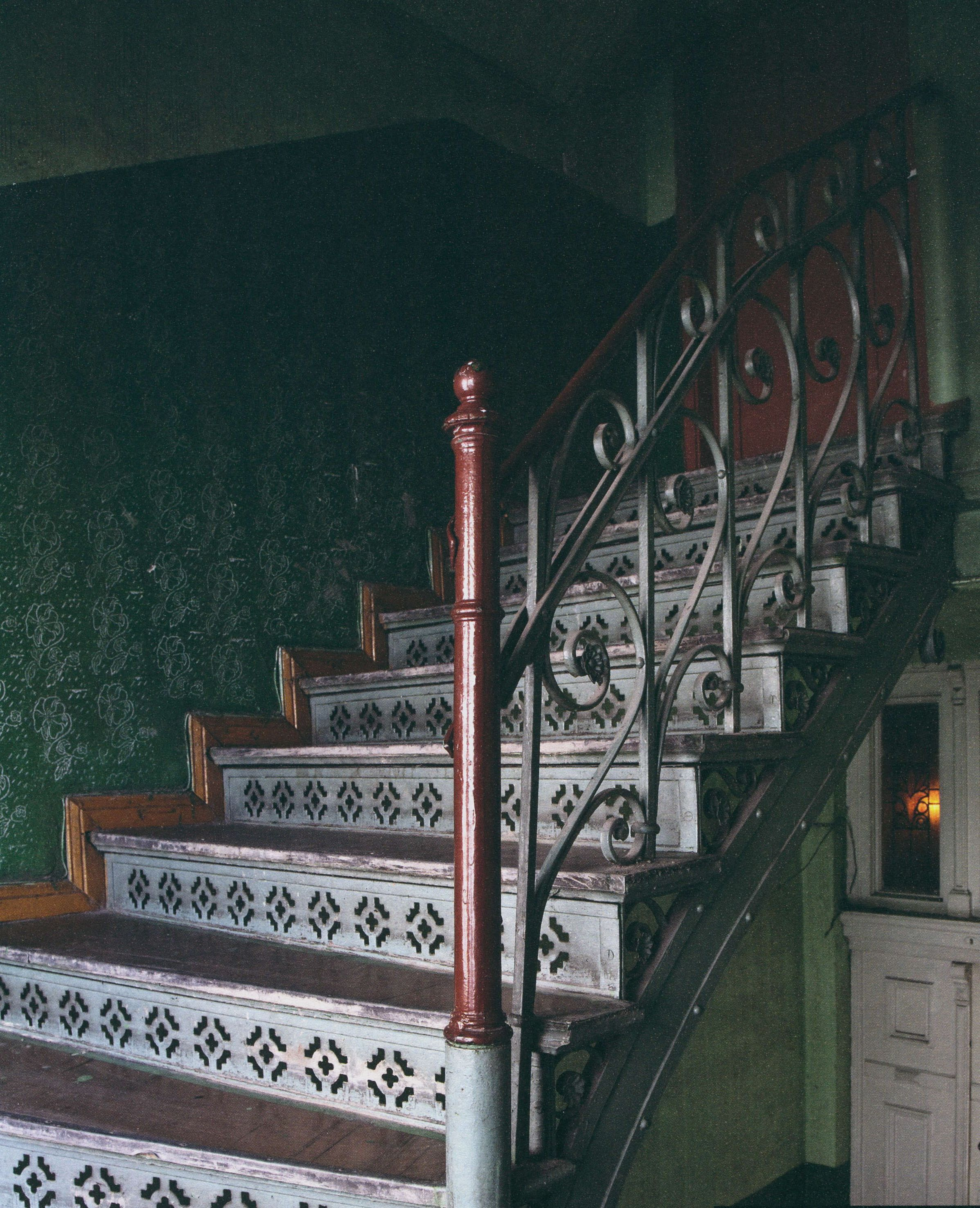
Schody zabiegowe o konstrukcji stalowej z drewnianymi stopniami (producent Adowerg Gleiwitz)